# 兵庫県小学校一覧
兵庫県小学校一覧（ひょうごけんしょうがっこういちらん）は、兵庫県の小学校および義務教育学校（前期課程）の一覧。

## 国立小学校
- 神戸大学附属小学校
- 兵庫教育大学附属小学校

## 公立小学校・義務教育学校

### 神戸市

#### 北区
- 神戸市立有馬小学校
- 神戸市立有野小学校
- 神戸市立藤原台小学校
- 神戸市立西山小学校
- 神戸市立鹿の子台小学校
- 神戸市立ありの台小学校
- 神戸市立唐櫃小学校
- 神戸市立大池小学校
- 神戸市立花山小学校
- 神戸市立谷上小学校
- 神戸市立箕谷小学校
- 神戸市立桂木小学校
- 神戸市立広陵小学校
- 神戸市立筑紫が丘小学校
- 神戸市立桜の宮小学校
  - 神戸市立桜の宮小学校しらゆり分校
- 神戸市立甲緑小学校
- 神戸市立山田小学校
- 神戸市立小部東小学校
- 神戸市立小部小学校
- 神戸市立泉台小学校
- 神戸市立鈴蘭台小学校
- 神戸市立北五葉小学校
- 神戸市立南五葉小学校
- 神戸市立君影小学校
- 神戸市立星和台小学校
- 神戸市立ひよどり台小学校
- 神戸市立藍那小学校
- 神戸市立道場小学校
- 神戸市立義務教育学校八多学園
- 神戸市立大沢小学校
- 神戸市立長尾小学校
- 神戸市立好徳小学校
- 神戸市立淡河小学校

#### 西区
- 神戸市立東町小学校
- 神戸市立小寺小学校
- 神戸市立長坂小学校
- 神戸市立太山寺小学校
- 神戸市立井吹東小学校
- 神戸市立井吹西小学校
- 神戸市立井吹の丘小学校
- 神戸市立有瀬小学校
- 神戸市立伊川谷小学校
- 神戸市立櫨谷小学校
- 神戸市立糀台小学校
- 神戸市立狩場台小学校
- 神戸市立竹の台小学校
- 神戸市立樫野台小学校
- 神戸市立木津小学校
- 神戸市立桜が丘小学校
- 神戸市立押部谷小学校
- 神戸市立月が丘小学校
- 神戸市立北山小学校
- 神戸市立高和小学校
- 神戸市立高津橋小学校
- 神戸市立玉津第一小学校
- 神戸市立枝吉小学校
- 神戸市立出合小学校
- 神戸市立美賀多台小学校
- 神戸市立春日台小学校
- 神戸市立平野小学校
- 神戸市立神出小学校
- 神戸市立岩岡小学校

#### 垂水区
- 神戸市立垂水小学校
- 神戸市立高丸小学校
- 神戸市立千鳥が丘小学校
- 神戸市立小束山小学校
- 神戸市立千代が丘小学校
- 神戸市立福田小学校
- 神戸市立名谷小学校
- 神戸市立乙木小学校
- 神戸市立霞ヶ丘小学校
- 神戸市立西舞子小学校
- 神戸市立東舞子小学校
- 神戸市立東垂水小学校
- 神戸市立舞子小学校
- 神戸市立多聞台小学校
- 神戸市立多聞東小学校
- 神戸市立神陵台小学校
- 神戸市立つつじが丘小学校
- 神戸市立西脇小学校
- 神戸市立舞多聞小学校
- 神戸市立塩屋小学校
- 神戸市立塩屋北小学校
- 神戸市立下畑台小学校
- 神戸市立多聞の丘小学校

#### 須磨区
- 神戸市立だいち小学校
- 神戸市立若宮小学校
- 神戸市立西須磨小学校
- 神戸市立北須磨小学校
- 神戸市立多井畑小学校
- 神戸市立板宿小学校
- 神戸市立東須磨小学校
- 神戸市立妙法寺小学校
- 神戸市立白川小学校
- 神戸市立高倉台小学校
- 神戸市立菅の台小学校
- 神戸市立東落合小学校
- 神戸市立竜が台小学校
- 神戸市立西落合小学校
- 神戸市立横尾小学校
- 神戸市立若草小学校
- 神戸市立松尾小学校
- 神戸市立神の谷小学校
- 神戸市立花谷小学校
- 神戸市立南落合小学校

#### 長田区
- 神戸市立室内小学校
- 神戸市立名倉小学校
- 神戸市立丸山ひばり小学校
- 神戸市立宮川小学校
- 神戸市立池田小学校
- 神戸市立蓮池小学校
- 神戸市立長田小学校
- 神戸市立五位の池小学校
- 神戸市立御蔵小学校
- 神戸市立真野小学校
- 神戸市立長田南小学校
- 神戸市立真陽小学校
- 神戸市立駒ケ林小学校

#### 兵庫区
- 神戸市立神戸祇園小学校
- 神戸市立会下山小学校
- 神戸市立夢野の丘小学校
- 神戸市立浜山小学校
- 神戸市立兵庫大開小学校
- 神戸市立水木小学校
- 神戸市立明親小学校
- 神戸市立和田岬小学校

#### 中央区
- 神戸市立上筒井小学校
- 神戸市立なぎさ小学校
- 神戸市立宮本小学校
- 神戸市立春日野小学校
- 神戸市立雲中小学校
- 神戸市立中央小学校
- 神戸市立こうべ小学校
- 神戸市立山の手小学校
- 神戸市立湊小学校
- 神戸市立義務教育学校港島学園

#### 灘区
- 神戸市立成徳小学校
- 神戸市立高羽小学校
- 神戸市立鶴甲小学校
- 神戸市立西郷小学校
- 神戸市立西灘小学校
- 神戸市立六甲小学校
- 神戸市立灘小学校
- 神戸市立稗田小学校
- 神戸市立美野丘小学校
- 神戸市立摩耶小学校
- 神戸市立福住小学校
- 神戸市立六甲山小学校
- 神戸市立灘の浜小学校

#### 東灘区
- 神戸市立東灘小学校
- 神戸市立本庄小学校
- 神戸市立本山南小学校
- 神戸市立福池小学校
- 神戸市立魚崎小学校
- 神戸市立本山第一小学校
- 神戸市立本山第二小学校
- 神戸市立本山第三小学校
- 神戸市立住吉小学校
- 神戸市立御影小学校
- 神戸市立渦が森小学校
- 神戸市立御影北小学校
- 神戸市立六甲アイランド小学校
- 神戸市立向洋小学校

### 姫路市
- 姫路市立城東小学校
- 姫路市立東小学校
- 姫路市立野里小学校
  - 姫路医療センター内分校
- 姫路市立城乾小学校
- 姫路市立船場小学校
- 姫路市立城西小学校
- 姫路市立安室東小学校
- 姫路市立安室小学校
- 姫路市立高岡小学校
- 姫路市立高岡西小学校
- 姫路市立白鷺小中学校
- 姫路市立城陽小学校
- 姫路市立手柄小学校
- 姫路市立荒川小学校
- 姫路市立水上小学校
- 姫路市立砥堀小学校
- 姫路市立増位小学校
- 姫路市立広峰小学校
- 姫路市立城北小学校
- 姫路市立花田小学校
- 姫路市立御国野小学校
- 姫路市立四郷学院
- 姫路市立別所小学校
- 姫路市立曽左小学校
- 姫路市立峰相小学校
- 姫路市立白鳥小学校
- 姫路市立太市小学校
- 姫路市立青山小学校
- 姫路市立香呂小学校
- 姫路市立香呂南小学校
- 姫路市立中寺小学校
- 姫路市立置塩小学校
- 姫路市立古知小学校
- 姫路市立前之庄小学校
- 姫路市立上菅小学校
- 姫路市立菅生小学校
- 姫路市立莇野小学校
- 姫路市立船津小学校
- 姫路市立山田小学校
- 姫路市立豊富小中学校
- 姫路市立谷内小学校
- 姫路市立谷外小学校
- 姫路市立林田小学校
- 姫路市立伊勢小学校
- 姫路市立安富南小学校
- 姫路市立安富北小学校
- 姫路市立八木小学校
- 姫路市立糸引小学校
- 姫路市立白浜小学校
- 姫路市立的形小学校
- 姫路市立大塩小学校
- 姫路市立妻鹿小学校
- 姫路市立高浜小学校
- 姫路市立飾磨小学校
- 姫路市立津田小学校
- 姫路市立英賀保小学校
- 姫路市立網干小学校
- 姫路市立網干西小学校
- 姫路市立大津茂小学校
- 姫路市立旭陽小学校
- 姫路市立広畑小学校
- 姫路市立広畑第二小学校
- 姫路市立八幡小学校
- 姫路市立大津小学校
- 姫路市立南大津小学校
- 姫路市立勝原小学校
- 姫路市立余部小学校
- 姫路市立家島小学校
- 姫路市立坊勢小学校

### 尼崎市
- 尼崎市立明城小学校
- 尼崎市立難波小学校
- 尼崎市立難波の梅小学校
- 尼崎市立竹谷小学校
- 尼崎市立下坂部小学校
- 尼崎市立潮小学校
- 尼崎市立長洲小学校
- 尼崎市立清和小学校
- 尼崎市立杭瀬小学校
- 尼崎市立浦風小学校
- 尼崎市立金楽寺小学校
- 尼崎市立浜小学校
- 尼崎市立大庄小学校
- 尼崎市立成文小学校
- 尼崎市立成徳小学校
- 尼崎市立大島小学校
- 尼崎市立浜田小学校
- 尼崎市立立花小学校
- 尼崎市立立花南小学校
- 尼崎市立立花西小学校
- 尼崎市立立花北小学校
- 尼崎市立名和小学校
- 尼崎市立塚口小学校
- 尼崎市立尼崎北小学校
- 尼崎市立水堂小学校
- 尼崎市立七松小学校
- 尼崎市立武庫小学校
- 尼崎市立武庫南小学校
- 尼崎市立武庫北小学校
- 尼崎市立武庫東小学校
- 尼崎市立武庫庄小学校
- 尼崎市立武庫の里小学校
- 尼崎市立園田小学校
- 尼崎市立園田北小学校
- 尼崎市立園和小学校
- 尼崎市立園和北小学校
- 尼崎市立園田東小学校
- 尼崎市立上坂部小学校
- 尼崎市立小園小学校
- 尼崎市立園田南小学校
- 尼崎市立わかば西小学校

### 明石市
- 明石市立松が丘小学校
- 明石市立朝霧小学校
- 明石市立人丸小学校
- 明石市立明石小学校
- 明石市立中崎小学校
- 明石市立王子小学校
- 明石市立大観小学校
- 明石市立林小学校
- 明石市立貴崎小学校
- 明石市立和坂小学校
- 明石市立花園小学校
- 明石市立沢池小学校
- 明石市立鳥羽小学校
- 明石市立藤江小学校
- 明石市立大久保小学校
- 明石市立大久保南小学校
- 明石市立高丘西小学校
- 明石市立高丘東小学校
- 明石市立山手小学校
- 明石市立谷八木小学校
- 明石市立江井島小学校
- 明石市立魚住小学校
- 明石市立清水小学校
- 明石市立錦が丘小学校
- 明石市立錦浦小学校
- 明石市立二見小学校
- 明石市立二見西小学校
- 明石市立二見北小学校

### 西宮市
- 西宮市立浜脇小学校
- 西宮市立総合教育センター付属西宮浜義務教育学校
- 西宮市立香櫨園小学校
- 西宮市立安井小学校
- 西宮市立夙川小学校
- 西宮市立北夙川小学校
- 西宮市立苦楽園小学校
- 西宮市立大社小学校
- 西宮市立神原小学校
- 西宮市立甲陽園小学校
- 西宮市立広田小学校
- 西宮市立平木小学校
- 西宮市立甲東小学校
- 西宮市立上ヶ原小学校
- 西宮市立上ヶ原南小学校
- 西宮市立段上小学校
- 西宮市立段上西小学校
- 西宮市立樋ノ口小学校
- 西宮市立高木小学校
- 西宮市立瓦木小学校
- 西宮市立深津小学校
- 西宮市立瓦林小学校
- 西宮市立上甲子園小学校
- 西宮市立津門小学校
- 西宮市立春風小学校
- 西宮市立今津小学校
- 西宮市立用海小学校
- 西宮市立鳴尾小学校
- 西宮市立南甲子園小学校
- 西宮市立甲子園浜小学校
- 西宮市立高須小学校
- 西宮市立高須西小学校
- 西宮市立鳴尾東小学校
- 西宮市立鳴尾北小学校
- 西宮市立小松小学校
- 西宮市立山口小学校
- 西宮市立北六甲台小学校
- 西宮市立名塩小学校
- 西宮市立東山台小学校
- 西宮市立生瀬小学校
- 西宮市立高木北小学校

### 洲本市
- 洲本市立洲本第一小学校
- 洲本市立洲本第二小学校
- 洲本市立洲本第三小学校
- 洲本市立加茂小学校
- 洲本市立大野小学校
- 洲本市立由良小学校
- 洲本市立中川原小学校
- 洲本市立安乎小学校
- 洲本市立都志小学校
- 洲本市立鳥飼小学校
- 洲本市立広石小学校
- 洲本市立鮎原小学校
- 洲本市立堺小学校

### 芦屋市
- 芦屋市立精道小学校
- 芦屋市立宮川小学校
- 芦屋市立山手小学校
- 芦屋市立岩園小学校
- 芦屋市立朝日ヶ丘小学校
- 芦屋市立潮見小学校
- 芦屋市立打出浜小学校
- 芦屋市立浜風小学校

### 伊丹市
- 伊丹市立伊丹小学校
- 伊丹市立稲野小学校
- 伊丹市立南小学校
- 伊丹市立神津小学校
- 伊丹市立緑丘小学校
- 伊丹市立桜台小学校
- 伊丹市立天神川小学校
- 伊丹市立笹原小学校
- 伊丹市立瑞穂小学校
- 伊丹市立有岡小学校
- 伊丹市立花里小学校
- 伊丹市立昆陽里小学校
- 伊丹市立摂陽小学校
- 伊丹市立鈴原小学校
- 伊丹市立荻野小学校
- 伊丹市立池尻小学校
- 伊丹市立鴻池小学校

### 相生市
- 相生市立相生小学校
- 相生市立那波小学校
- 相生市立双葉小学校
- 相生市立中央小学校
- 相生市立若狭野小学校
- 相生市立矢野小学校
- 相生市立青葉台小学校

### 豊岡市
- 豊岡市立豊岡小学校
- 豊岡市立八条小学校
- 豊岡市立三江小学校
- 豊岡市立田鶴野小学校
- 豊岡市立五荘小学校
- 豊岡市立新田小学校
- 豊岡市立中筋小学校
- 豊岡市立港小学校
- 豊岡市立神美小学校
- 豊岡市立城崎小学校
- 豊岡市立竹野学園
- 豊岡市立府中小学校
- 豊岡市立八代小学校
- 豊岡市立日高小学校
- 豊岡市立三方小学校
- 豊岡市立清滝小学校
- 豊岡市立弘道小学校
- 豊岡市立福住小学校
- 豊岡市立小坂小学校
- 豊岡市立小野小学校
- 豊岡市立合橋小学校
- 豊岡市立資母小学校

### 加古川市
- 加古川市立加古川小学校
- 加古川市立氷丘小学校
- 加古川市立神野小学校
- 加古川市立野口小学校
- 加古川市立平岡小学校
- 加古川市立尾上小学校
- 加古川市立別府小学校
- 加古川市立八幡小学校
- 加古川市立義務教育学校両荘みらい学園
- 加古川市立東神吉小学校
- 加古川市立西神吉小学校
- 加古川市立川西小学校
- 加古川市立陵北小学校
- 加古川市立平岡南小学校
- 加古川市立浜の宮小学校
- 加古川市立鳩里小学校
- 加古川市立平岡東小学校
- 加古川市立野口北小学校
- 加古川市立志方東小学校
- 加古川市立志方小学校
- 加古川市立志方西小学校
- 加古川市立氷丘南小学校
- 加古川市立平岡北小学校
- 加古川市立野口南小学校
- 加古川市立東神吉南小学校
- 加古川市立若宮小学校
- 加古川市立別府西小学校

### 赤穂市
- 赤穂市立赤穂小学校
- 赤穂市立塩屋小学校
- 赤穂市立尾崎小学校
- 赤穂市立御崎小学校
- 赤穂市立坂越小学校
- 赤穂市立高雄小学校
- 赤穂市立有年小学校
- 赤穂市立原小学校
- 赤穂市立赤穂西小学校
- 赤穂市立城西小学校

### 西脇市
- 西脇市立西脇小学校
- 西脇市立重春小学校
- 西脇市立日野小学校
- 西脇市立比延小学校
- 西脇市立双葉小学校
- 西脇市立芳田小学校
- 西脇市立楠丘小学校
- 西脇市立桜丘小学校

### 宝塚市
- 宝塚市立良元小学校
- 宝塚市立宝塚第一小学校
- 宝塚市立小浜小学校
- 宝塚市立宝塚小学校
- 宝塚市立長尾小学校
- 宝塚市立西谷小学校
- 宝塚市立仁川小学校
- 宝塚市立西山小学校
- 宝塚市立売布小学校
- 宝塚市立長尾南小学校
- 宝塚市立末成小学校
- 宝塚市立安倉小学校
- 宝塚市立長尾台小学校
- 宝塚市立逆瀬台小学校
- 宝塚市立美座小学校
- 宝塚市立光明小学校
- 宝塚市立末広小学校
- 宝塚市立丸橋小学校
- 宝塚市立高司小学校
- 宝塚市立安倉北小学校
- 宝塚市立すみれガ丘小学校
- 宝塚市立山手台小学校
- 宝塚市立中山台小学校

### 三木市
- 三木市立三樹小学校
- 三木市立平田小学校
- 三木市立三木小学校
- 三木市立別所小学校
- 三木市立志染小学校
- 三木市立口吉川小学校
- 三木市立豊地小学校
- 三木市立緑が丘小学校
- 三木市立緑が丘東小学校
- 三木市立自由が丘小学校
- 三木市立自由が丘東小学校
- 三木市立広野小学校
- 三木市立吉川小学校

### 高砂市
- 高砂市立高砂小学校
- 高砂市立荒井小学校
- 高砂市立伊保小学校
- 高砂市立中筋小学校
- 高砂市立曽根小学校
- 高砂市立米田小学校
- 高砂市立阿弥陀小学校
- 高砂市立北浜小学校
- 高砂市立米田西小学校
- 高砂市立伊保南小学校

### 川西市
- 川西市立久代小学校
- 川西市立加茂小学校
- 川西市立川西小学校
- 川西市立桜が丘小学校
- 川西市立川西北小学校
- 川西市立明峰小学校
- 川西市立多田小学校
- 川西市立多田東小学校
- 川西市立緑台小学校
- 川西市立陽明小学校
- 川西市立清和台小学校
- 川西市立清和台南小学校
- 川西市立けやき坂小学校
- 川西市立東谷小学校
- 川西市立牧の台小学校
- 川西市立北陵小学校

### 小野市
- 小野市立小野小学校
- 小野市立小野東小学校
- 小野市立河合小学校
- 小野市立来住小学校
- 小野市立市場小学校
- 小野市立大部小学校
- 小野市立中番小学校
- 小野市立下東条小学校

### 三田市
- 三田市立三田小学校
- 三田市立三輪小学校
- 三田市立志手原小学校
- 三田市立藍小学校
- 三田市立本庄小学校
- 三田市立広野小学校
- 三田市立小野小学校
- 三田市立高平小学校
- 三田市立母子小学校
- 三田市立武庫小学校
- 三田市立松が丘小学校
- 三田市立すずかけ台小学校
- 三田市立狭間小学校
- 三田市立富士小学校
- 三田市立あかしあ台小学校
- 三田市立弥生小学校
- 三田市立つつじが丘小学校
- 三田市立けやき台小学校
- 三田市立学園小学校
- 三田市立ゆりのき台小学校

### 加西市
- 加西市立北条小学校
- 加西市立北条東小学校
- 加西市立富田小学校
- 加西市立下里小学校
- 加西市立賀茂小学校
- 加西市立九会小学校
- 加西市立富合小学校
- 加西市立泉小学校
- 加西市立日吉小学校
- 加西市立宇仁小学校
- 加西市立西在田小学校

### 丹波篠山市
- 丹波篠山市立篠山小学校
- 丹波篠山市立八上小学校
- 丹波篠山市立城北畑小学校
- 丹波篠山市立岡野小学校
- 丹波篠山市立城東小学校
- 丹波篠山市立西紀南小学校
- 丹波篠山市立西紀小学校
- 丹波篠山市立西紀北小学校
- 丹波篠山市立大山小学校
- 丹波篠山市立味間小学校
- 丹波篠山市立城南小学校
- 丹波篠山市立古市小学校
- 丹波篠山市立今田小学校
- 丹波篠山市立多紀小学校

### 養父市
- 養父市立養父小学校
- 養父市立広谷小学校
- 養父市立建屋小学校
- 養父市立大屋小学校
- 養父市立関宮学園
- 養父市立高柳小学校
- 養父市立八鹿小学校
- 養父市立伊佐小学校
- 養父市立宿南小学校

### 丹波市
- 丹波市立崇広小学校
- 丹波市立新井小学校
- 丹波市立上久下小学校
- 丹波市立久下小学校
- 丹波市立小川小学校
- 丹波市立和田小学校
- 丹波市立南小学校
- 丹波市立中央小学校
- 丹波市立西小学校
- 丹波市立北小学校
- 丹波市立東小学校
- 丹波市立青垣小学校
- 丹波市立竹田小学校
- 丹波市立前山小学校
- 丹波市立吉見小学校
- 丹波市立三輪小学校
- 丹波市立春日部小学校
- 丹波市立大路小学校
- 丹波市立進修小学校
- 丹波市立黒井小学校
- 丹波市立船城小学校

### 南あわじ市

#### 組合立小学校
- 南あわじ市・洲本市組合立広田小学校

#### 市立小学校
- 南あわじ市立倭文小学校
- 南あわじ市立辰美小学校
- 南あわじ市立八木小学校
- 南あわじ市立志知小学校
- 南あわじ市立北阿万小学校
- 南あわじ市立沼島小学校
- 南あわじ市立松帆小学校
- 南あわじ市立市小学校
- 南あわじ市立賀集小学校
- 南あわじ市立阿万小学校
- 南あわじ市立湊小学校
- 南あわじ市立榎列小学校
- 南あわじ市立神代小学校
- 南あわじ市立福良小学校

### 朝来市
- 朝来市立枚田小学校
- 朝来市立東河小学校
- 朝来市立大蔵小学校
- 朝来市立糸井小学校
- 朝来市立竹田小学校
- 朝来市立梁瀬小学校
- 朝来市立中川小学校
- 朝来市立山口小学校
- 朝来市立生野小学校

### 淡路市
- 淡路市立塩田小学校
- 淡路市立津名東小学校
- 淡路市立大町小学校
- 淡路市立浦小学校
- 淡路市立石屋小学校
- 淡路市立一宮小学校
- 淡路市立志筑小学校
- 淡路市立北淡小学校
- 淡路市立多賀小学校
- 淡路市立中田小学校
- 淡路市立学習小学校

### 宍粟市
- 宍粟市立山崎小学校
- 宍粟市立山崎西小学校
- 宍粟市立山崎南小学校
- 宍粟市立河東小学校
- 宍粟市立神野小学校
- 宍粟市立蔦沢小学校
- 宍粟市立はりま一宮小学校
- 宍粟市立波賀小学校
- 宍粟市立千種小学校
- 宍粟市立一宮北小学校

### たつの市

#### 組合立小学校
- 播磨高原広域事務組合立播磨高原東小学校

#### 市立小学校
- たつの市立龍野小学校
- たつの市立小宅小学校
- たつの市立揖西東小学校
- たつの市立揖西西小学校
- たつの市立揖保小学校
- たつの市立誉田小学校
- たつの市立神岡小学校
- たつの市立西栗栖小学校
- たつの市立東栗栖小学校
- たつの市立香島小学校
- たつの市立新宮小学校
- たつの市立越部小学校
- たつの市立半田小学校
- たつの市立神部小学校
- たつの市立河内小学校
- たつの市立御津小学校

### 加東市
- 加東市立社学園小学校
- 加東市立東条学園小中学校
- 加東市立滝野東小学校
- 加東市立滝野南小学校

### 川辺郡
- 猪名川町立猪名川小学校
- 猪名川町立楊津小学校
- 猪名川町立大島小学校
- 猪名川町立松尾台小学校
- 猪名川町立白金小学校
- 猪名川町立つつじが丘小学校

### 多可郡
- 多可町立中町南小学校
- 多可町立中町北小学校
- 多可町立松井小学校
- 多可町立杉原谷小学校
- 多可町立八千代小学校

### 加古郡
- 稲美町立母里小学校
- 稲美町立天満小学校
- 稲美町立加古小学校
- 稲美町立天満南小学校
- 稲美町立天満東小学校
- 播磨町立播磨小学校
- 播磨町立蓮池小学校
- 播磨町立播磨西小学校
- 播磨町立播磨南小学校

### 神崎郡
- 神河町立神崎小学校
- 神河町立寺前小学校
- 神河町立長谷小学校
- 市川町立川辺小学校
- 市川町立小畑小学校
- 市川町立瀬加小学校
- 市川町立甘地小学校
- 市川町立鶴居小学校
- 福崎町立福崎小学校
- 福崎町立高岡小学校
- 福崎町立田原小学校
- 福崎町立八千種小学校

### 揖保郡
- 太子町立龍田小学校
- 太子町立斑鳩小学校
- 太子町立太田小学校
- 太子町立石海小学校

### 赤穂郡
- 上郡町立高田小学校
- 上郡町立山野里小学校
- 上郡町立上郡小学校

### 佐用郡
- 佐用町立南光小学校
- 佐用町立佐用小学校
- 佐用町立上月小学校
- 佐用町立三日月小学校

### 美方郡
- 新温泉町立浜坂南小学校
- 新温泉町立浜坂北小学校
- 新温泉町立浜坂東小学校
- 新温泉町立浜坂西小学校
- 新温泉町立温泉小学校
- 新温泉町立照来小学校
- 香美町立柴山小学校
- 香美町立香住小学校
- 香美町立余部小学校
  - 香美町立余部小学校御崎分校
- 香美町立長井小学校
- 香美町立村岡小学校
- 香美町立兎塚小学校
- 香美町立射添小学校
- 香美町立小代小学校

## 私立小学校
- 甲南小学校（神戸市東灘区）
- 高羽六甲アイランド小学校（神戸市東灘区）
- 神戸海星女子学院小学校（神戸市灘区）
- 須磨浦小学校（神戸市須磨区）
- 愛徳学園小学校（神戸市垂水区）
- 百合学院小学校（尼崎市）
- 甲子園学院小学校（西宮市）
- 仁川学院小学校（西宮市）
- 小林聖心女子学院小学校（宝塚市）
- 関西学院初等部（宝塚市）
- 雲雀丘学園小学校（宝塚市）